# Megathrips
Megathrips är ett släkte av insekter som beskrevs av Targioni-tozzetti 1881. Megathrips ingår i familjen rörtripsar.
Kladogram enligt Catalogue of Life och Dyntaxa:
| Megathrips | \| \| Megathrips lativentris \| \| \| \| \| \| Megathrips timidus \| \| \| \| |
|            | \| \| Megathrips lativentris \| \| \| \| \| \| Megathrips timidus \| \| \| \| |
|            | Megathrips lativentris                                                        |
|            |                                                                               |
|            | Megathrips timidus                                                            |
|            |                                                                               |